# Candelariella lichenicola
Candelariella lichenicola är en lavart som beskrevs av M. Westb. Candelariella lichenicola ingår i släktet Candelariella och familjen Candelariaceae.   Inga underarter finns listade i Catalogue of Life.